# Nervus vestibulocochlearis
De nervus vestibulocochlearis of gehoor- en evenwichtszenuw is de achtste van de twaalf hersenzenuwen en is verantwoordelijk voor de overdracht van geluid en evenwichtsinformatie van het binnenoor naar de hersenen

## Structuur
De nervus vestibulocochlearis is de zenuw waarlangs de zintuigcellen (de haarcellen) van het binnenoor informatie versturen naar de hersenen. Het bestaat uit de nervus cochlearis / nervus acusticus (gehoorzenuw) die gehoorinformatie doorgeeft en de nervus vestibularis die evenwichtsinformatie doorgeeft. De zenuw begint bij de medulla oblongata in de hersenstam en komt het binnenste van de schedel binnen via de porus acusticus internus, de interne geluidsopening, een kanaal in de schedel in de slaap. De nervus facialis volgt deze route ook.

## Functies
De nervus vestibulocochlearis heeft twee belangrijke functies. Hij wordt gebruikt voor het doorgeven van evenwichtsinformatie, de positie en beweging van het hoofd. Ook wordt hij gebruikt voor het doorgeven van gehoorinformatie.
I: N. olfactorius · II: N. opticus · III: N. oculomotorius · IV: N. trochlearis · V: N. trigeminus (N. ophthalmicus · N. maxillaris · N. mandibularis) · VI: N. abducens · VII: N. facialis · VIII: N. vestibulocochlearis · IX: N. glossopharyngeus · X: N. vagus · XI: N. accessorius · XII: N. hypoglossus